# Libro de Zacarías
El libro de Zacarías es un libro del Antiguo Testamento perteneciente al canon de la Biblia y del Tanaj judío, atribuido al profeta Zacarías. Se cree que fue escrito después del exilio de Judá en Babilonia, alrededor del año 520 a. C., cuando Zorobabel fue nombrado gobernador por los persas. El libro consta de catorce capítulos: ocho de la versión original, más seis añadidos en época posterior, alrededor de 410 a. C.

## Contenido
El libro consta de dos partes bien diferenciadas, la primera está formada, principalmente, por una introducción y ocho visiones y la segunda por dos oráculos.
La versión española de la Biblia de Jerusalén proporciona los siguientes encabezados

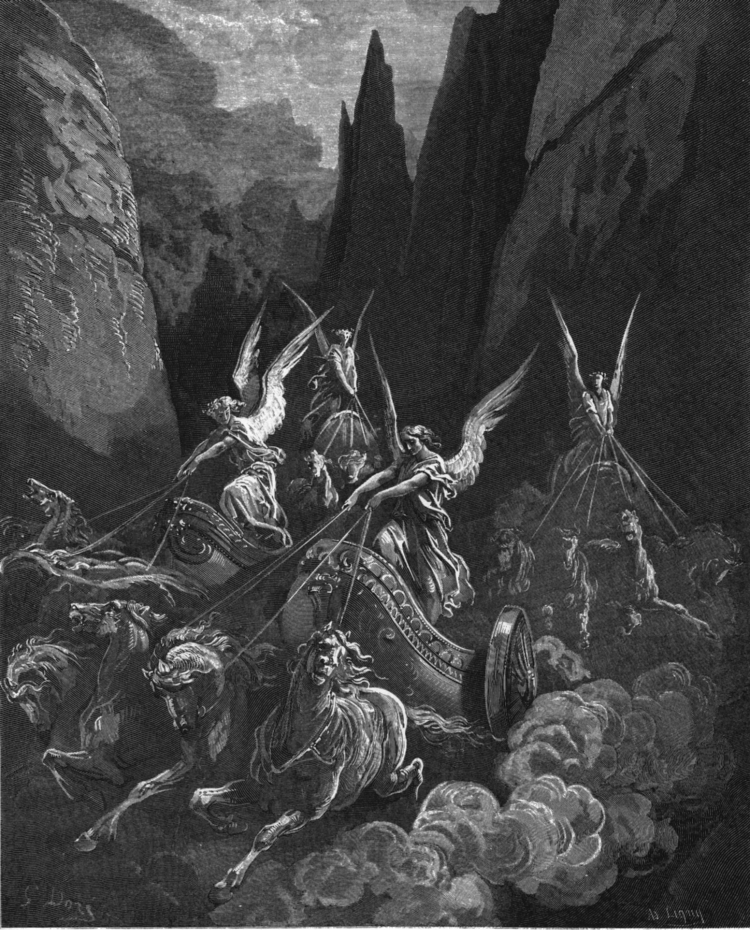
Visión de los cuatro carros, Zacarías 6:1-8, grabado de Gustave Doré.

| Referencia             | Encabezado                                    |
| ---------------------- | --------------------------------------------- |
| 1:1- 1:6               | Exhortación a la conversión.                  |
| 1:7- 1:17              | Primera visión: los jinetes.                  |
| 2:1- 2:4               | Segunda visión: cuernos y herreros.           |
| 2:5- 2:9               | Tercera visión: el medidor.                   |
| 2:10- 2:17             | Dos llamadas a los desterrados.               |
| 3:1- 3:7               | Cuarta visión: las vestiduras de Josué.       |
| 3:8- 3:10              | La venida del Siervo de Dios.                 |
| 4:1- 4:6a; 4:10b- 4:14 | Quinta visión: El candelabro y los olivos.    |
| 4:6b- 4:10a            | Tres Palabras sobre Zorobabel.                |
| 5:1- 5:4               | Sexta visión: el libro que vuela.             |
| 5:5- 5:10              | Séptima visión: la mujer dentro de la medida. |
| 6:1- 6:8               | Octava visión: los carros.                    |
| 6:9- 6:15              | La corona exvoto.                             |
| 7:1- 7:3               | Cuestión sobre el ayuno.                      |
| 7:4- 7:14              | Recuerdo del pasado nacional.                 |
| 8:1- 8:16              | Perspectivas de salvación Mesiánica.          |
| 8:18- 8:19             | Respuesta a la cuestión del ayuno.            |
| 8:20- 8:23             | Perspectivas de salvación Mesiánica.          |

### Capítulos 1 a 6
El profeta empieza con una exhortación a la conversión (Zacarías 1:1-6), que recuerda la predicación de los profetas anteriores al exilio con el propósito de dar un aviso solemne a la generación presente. Este prefacio indica la fecha de noviembre del año 520 a. C. Luego siguen una serie de ocho visiones, que comienzan en febrero de 519 a. C. Las visiones son, probablemente, una mirada simbólica a la historia de Israel, cuyo objetivo puede haber sido proporcionar consuelo a los exiliados y estimular la esperanza en su ánimo.
En el capítulo primero, Zacarías tiene la visión de un hombre montado en un corcel rojo, y detrás de él, caballos rojos, alazanes y blancos. Yahveh dice que Jerusalén y Sion serán consoladas.
El segundo capítulo trata de otra visión: cuatro cuernos, que simbolizaban a los enemigos de Yahveh, y cuatro herreros para abatirlos. A esta se añade otra visión más: Un hombre con una cuerda para medir Jerusalén -la cual Yahveh protegería- siendo "muralla de fuego en torno, y gloria dentro". Finalmente se advierte del castigo contra los babilonios enemigos de Sion: "El que toca a vosotros, a la niña de mis ojos toca"; "serán despojo de sus mismos esclavos".
En el capítulo tercero, Satán acusa al Sumo Sacerdote Josué y el ángel de Yahvéh lo calla. Las ropas viejas del sacerdote son cambiadas por otras nuevas. Yahvéh dice que traerá a su siervo "Germen" y que en una piedra con siete ojos grabará su inscripción. Este capítulo confuso se ha prestado a diversas interpretaciones mesiánicas.
Al capítulo cuarto corresponde la visión del candelabro con siete ojos y dos ramas de olivo, que representarían a dos Ungidos. Zorobabel reconstruirá el edificio derruido.
Otra visión se narra en el capítulo quinto: un rollo volando, el cual significa que el ladrón y el que jura en vano serían expulsados. Y se añade una nueva visión: una mujer sentada sobre una medida que simboliza el mal. Dos mujeres con alas como de cigüeña se la llevan a Senaar.
El capítulo sexto trata de la visión de dos montes de bronce de los que salen cuatro carros; en el primero había caballos rojos; en el segundo negros; en tercero blancos y en el cuarto, tordos. Zacarías dice que Yahvéh le ordena coronar a Josué, al que llamaría Germen. Esto indica que es a él a quien se refería la anterior mención a un Germen, y no a Jesucristo u otro Mesías.

### Capítulos 7 a 8
Los capítulos 7 y 8 acontecen dos años más tarde, y son una respuesta a la cuestión de si los días de duelo por la destrucción de la ciudad deberían de continuar o no. Además de una mirada retrospectiva al pasado de los judíos contiene un mensaje dirigido al pueblo asegurándoles la presencia de Dios y su bendición. Zacarías retrata un futuro mesiánico bajo la metáfora de una tierra próspera hacia la cual las naciones vienen en peregrinación, ansiosos de seguir al Dios de Israel.
| Referencia  | Encabezado                                       |
| ----------- | ------------------------------------------------ |
| 9:1- 9:8    | La nueva tierra.                                 |
| 9:9- 9:10   | El Mesías.                                       |
| 9:11- 9:17  | La restauración de Israel.                       |
| 10:1- 10:2  | Fidelidad a Yahvé.                               |
| 10:3- 11:3  | Liberación y vuelta de Israel.                   |
| 11:4- 11:17 | Los dos pastores.                                |
| 12:1- 13:6  | Liberación y renovación de Jerusalén.            |
| 13:7- 13:9  | Invocación a la espada: el nuevo pueblo.         |
| 14:1- 14:21 | El combate escatológico: esplendor de Jerusalén. |

En el capítulo séptimo se echa en cara al pueblo judío el haber sido castigado ya que habían maltratado "al extranjero, a la viuda, al huérfano, al pobre". En esa época, las viudas eran personas realmente desamparadas.
Un pronóstico de felicidad para Jerusalén es el tema del capítulo octavo: se menciona que en la ciudad habrá niños jugando en las plazas, en las cuales se sentarían ancianos y ancianas con su bastón en la mano. Asimismo, predice que:

Diez hombres de todas las lenguas de las naciones asirán de la orla del manto a un judío, diciendo "Queremos ir con vosotros porque hemos oído decir que Dios está con vosotros."

### Capítulos 9 a 14
Esta sección consta de dos oráculos:
- El primer oráculo (capítulos 9 al 11) es difícil de interpretar tanto en su contenido histórico como en su doctrina. Algunos autores opinan que el pasaje 9:1-8[19] hace referencia a la victoria de Alejandro Magno sobre Darío III  en la batalla de Issos y las conquistas de Tiro y Gaza. Continúa (Zac 9:9-17) con una visión de la llegada triunfante de un rey humilde montado en un asno cuya imagen mesiánica es tomada por los cuatro evangelistas para describir la entrada de Jesús en Jerusalén el Domingo de Ramos.[28]

- El segundo oráculo proclama, en lenguaje apocalíptico, las pruebas y la gloria final de Jerusalén en los últimos tiempos.

En el capítulo 14 versículos 4 a 5 se dice que el monte de los Olivos se separaría en dos y se allanaría el valle del Hinón como se allanó por un terremoto que ocurrió en tiempos de Ozías (o Azarías), rey de Judá que reinó desde el 809 al 759 a. C.

## El profeta

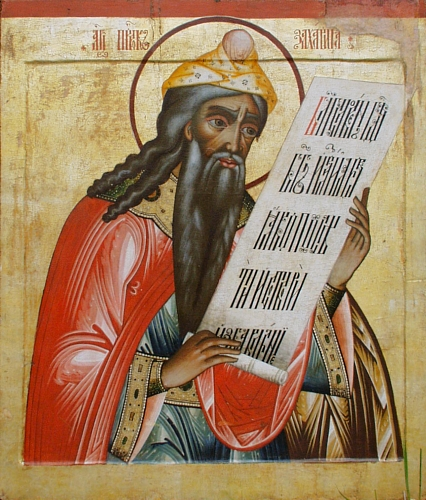
El Profeta Zacarías.

Zacarías, זְכַרְיָה en hebreo, significa "Dios se acuerda". No se conoce gran cosa sobre el profeta salvo lo que se deduce del libro; aunque se cree que su abuelo Ido era el jefe de una familia de sacerdotes que regresó a Jerusalén con Zorobabel (Nehemías 12:1-4). Se cree que era un sacerdote y un profeta. Estos detalles se deducen de su interés por el templo y el sacerdocio. El libro de Esdrás afirma que Zacarías era hijo de Ido y no de Baraquías.)(Esdrás 5-1 y 6-14))

## Autoría
Algunos eruditos aceptan que el libro es el escrito de un individuo: el profeta Zacarías. Actualmente la mayoría de los eruditos opinan que la primera parte del libro fue escrita por el profeta y posteriormente revisada por alguno de sus discípulos.